# Geleira Byrd
A geleira Byrd (80° 20′ S, 159° 00′ L) é uma geleira/glaciar da Antártica, com cerca de 161 km de comprimento e 24 km de largura, ocupando uma grande área do planalto polar e seguindo em direção leste entre a Cordilheira Britannia e as montanhas Churchill até descarregar na plataforma de gelo de Ross na Enseada Barne.
Recebe esse nome em homenagem ao almirante estado-unidense Richard Evelyn Byrd, da Marinha dos Estados Unidos, explorador da Antártida.

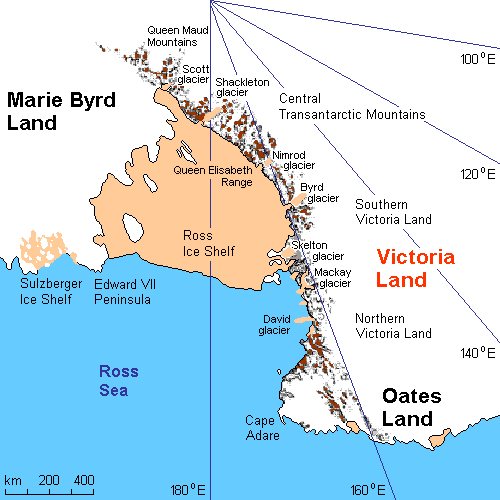
Mapa da área da geleira Byrd.